# 云南槐
云南槐（学名：Sophora yunnanensis）为豆科槐属下的一个种。其种加词 yunnanensis 意为“云南的”。